# Keir Gilchrist
Keir David Peters Gilchrist (Londres, Inglaterra; 28 de septiembre de 1992), más conocido como Keir Gilchrist, es un actor  canadiense-británico. Gilchrist es conocido por interpretar a Sam Gardner en la serie original de Netflix Atypical.
Además de su carrera actoral, Gilchrist es vocalista de la banda grindcore Whelm y la de death metal Phalanx.

## Vida y carrera
Gilchrist nació en Londres (Inglaterra), hijo de Catherine e Ian Gilchrist, ambos canadienses. Su hermano Evan también es actor. Su abuelo materno era un banquero canadiense, economista y político, Douglas Dennison Peters, y su tío es el economista David Wilfrid Peters. Tiene ascendencia escocesa, inglesa e irlandesa. 
Gilchrist pasó sus primeros años en Londres hasta que se trasladó a Boston, Massachusetts, y luego a la ciudad de Nueva York, antes de asentarse finalmente en Toronto, Ontario.
Descubrió su pasión por la actuación a una edad temprana, y su profesor de teatro le convenció para convertirse en un actor profesional.

## Filmografía
| Año  | Título                                | Rol                    | Notas        |
| ---- | ------------------------------------- | ---------------------- | ------------ |
| 2004 | The Right Way                         | David (versión joven)  |              |
| 2004 | Saint Ralph                           | Kid Collins            |              |
| 2004 | The Sadness of Johnson Joe Jangles    | Clint, el niño doctor  | Cortometraje |
| 2005 | Horsie's Retreat                      | Louie                  |              |
| 2005 | The Waldo Cumberbund Story            | Joven Waldo Cumberbund |              |
| 2006 | Spoonfed                              | Bobby                  | Cortometraje |
| 2006 | Find                                  | Joven Ed               | Cortometraje |
| 2006 | A Lobster Tale                        | Mike Stanton           |              |
| 2007 | Dead Silence                          | Joven Henry Walker     |              |
| 2008 | The Egg Factory                       | Matthew Hanson         |              |
| 2008 | The Rocker                            | Moby Type Kid          |              |
| 2009 | Just Peck                             | Michael Peck           |              |
| 2009 | Hungry Hills                          | Snit                   |              |
| 2010 | It's Kind of a Funny Story            | Craig Gilner           | Protagonista |
| 2011 | Matty Hanson and the Invisibility Ray | Matty Hanson           |              |
| 2013 | Seasick Sailor                        | Penna                  |              |
| 2014 | It Follows                            | Paul                   |              |
| 2014 | Dark Summer                           | Daniel                 |              |
| 2015 | Len and Company                       | William                |              |
| 2017 | Atypical                              | Sam                    | Protagonista |
| 2022 | Love and Death                        | Ron Adams              |              |
| 2024 | Freaky Tales                          |                        |              |
| 2025 | The Walking Dead: Dead City           | Benjamin Pierce        | 4 episodios  |